# Le Réveil de Flore

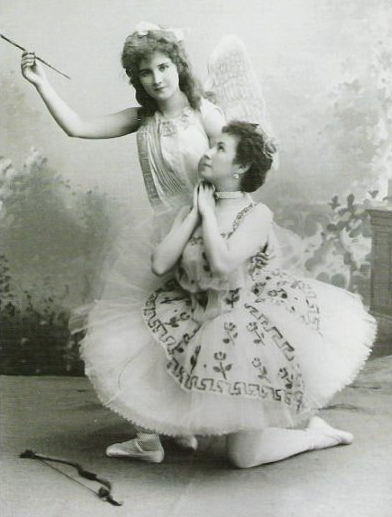
Mathilde Kschessinska et Vera Trefilova au Mariinsky en 1894 dans Le Réveil de Flore.

Le Réveil de Flore est un ballet anacréontique  en un acte selon une chorégraphie de Marius Petipa, sur une musique de Riccardo Drigo. Les auteurs du livret sont Marius Petipa et Lev Ivanov.

## Historique

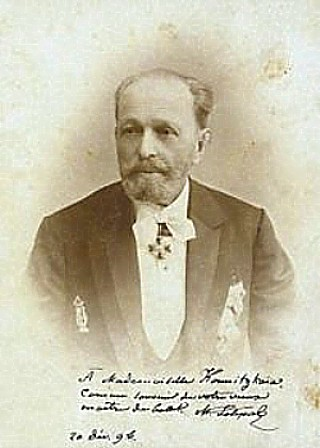
Portrait de Marius Petipa, le metteur en scène de la chorégraphie.

La première représentation a eu lieu au palais de Peterhof, près de Saint-Pétersbourg, en l'honneur du mariage de la grande-duchesse Xénia de Russie (1875-1960) avec le grand-duc Alexandre Mikhaïlovitch de Russie (1866-1933), le 28 juillet 1894.
Les interprètes principaux sont alors Mathilde Kschessinska, dans le rôle de Flore ; Anna Johansson, dans celui d'Aurore ; Olga Leonova, dans celui de Diane ; Nicolas Legat, dans celui de Zéphyr ; Pavel Gerdt, dans celui d'Apollon ; Alexandre Gorski, dans celui d'Aquilon ; Vera Trefilova, dans celui de Cupidon ; et Klavdia Koulitchevskaïa, dans celui d'Hébé.
Marius Petitpa et Lev Ivanov ont été invités à créer un petit ballet pour des félicitations sans intrigue compliquée. Ils ont décidé de ne pas créer de nouvelles danses, et d'en choisir de leurs autres spectacles. Mais leur ballet est devenu si magnifique qu’il a été transporté au théâtre Mariinsky, pour le montrer au public.
La seconde représentation est la première publique le 2 janvier suivant au théâtre impérial Mariinsky, avec la même distribution. C'était une représentation à bénéfice pour Maria Anderson (1870-1944) qui devait quitter le Mariinsky.  
Le ballet Le Réveil de Flore a continué à vivre sur la scène jusqu’en 1919.

## À l'époque contemporaine
Le Réveil de Flore a été joué à nouveau dans une version d'Askhat Galiamov pour le Western Australian Ballet au Quarry Amphitheatre de Perth, lors du festival Ballet at Quarry, le 14 février 2006. Louise Chalwell dansait le rôle de Flore.
Le théâtre Mariinsky (ex-Kirov) a présenté une nouvelle version selon une chorégraphie de Sergueï Vikharev avec la collaboration de Pavel Boubelnikov, Lioudmilla Svechnikova et Elena Beliaïeva qui ont travaillé sur la partition de Drigo. La chorégraphie s'est basée sur la notation des mouvements de Vladimir Stepanov, conservée dans la collection de Nicolas Sergueïev. La première a eu lieu pendant le VIIIe festival international de ballet, le 12 avril 2007 au Mariinsky. Les principaux interprètes étaient Evguenia Obraztsova (Flore); Xenia Ostreïkovskaïa (Aurore); Svetlana Ivanova (Diane); Vladimir Skliarov (Zéphyr); Vladimir Tchachtchegorov (Apollon); Valeria Martyniouk (Cupidon); et Daria Soukhoroukova (Hébé).